# Chủ tịch Thượng viện Liên bang (Brasil)
Chủ tịch Thượng viện Liên bang Brasil là các chủ tịch Thượng viện Liên bang Brasil, đại diện của các quốc gia trong Quốc hội Brasil. Chức vụ này được tạo ra cùng với hiến pháp của đế quốc Brasil năm 1824, hiến pháp Brasil đầu tiên, trong những năm đầu của Đế quốc Brasil, được cấp. Thượng viện Brasil được lấy cảm hứng từ Hạ viện của Vương quốc Anh và Bắc Ireland, nhưng vào năm 1889, với tuyên bố của nước cộng hòa Brasil và hậu quả Đế chế Brasil, một mô hình tương tự như của Thượng viện Hoa Kỳ đã được thông qua.